# Erzbistum Burgos
Das Erzbistum Burgos (lateinisch Archidioecesis Burgensis, spanisch Archidiócesis de Burgos) ist ein Erzbistum der römisch-katholischen Kirche mit Sitz in der kastilischen Stadt Burgos.
Im Jahre 1075 wurde in Burgos ein Bischofssitz errichtet. Einen Vorläufer hatte das Bistum in der Diözese Oca, die während des maurischen Einfalls in Spanien unterging. Nach der Gründung des Bistums gewann die Stadt Burgos Bedeutung als Krönungsstadt der Könige von Kastilien. Mit dem Bau der gotischen Kathedrale von Burgos wurde 1221 begonnen, die Fertigstellung erfolgte jedoch erst 1567. Im 11. und 12. Jahrhundert fanden in Burgos zwei nationale Konzile statt, deren erstes (1078 oder 1080) sich mit der Einführung des römischen Ritus in Spanien anstelle des alten mozarabischen Ritus befasste. Die Erhebung zum Erzbistum erfolgt 1574 durch Papst Gregor XIII. Das heutige Erzbistum umfasst etwa das Gebiet der Provinz Burgos.

## Weblinks

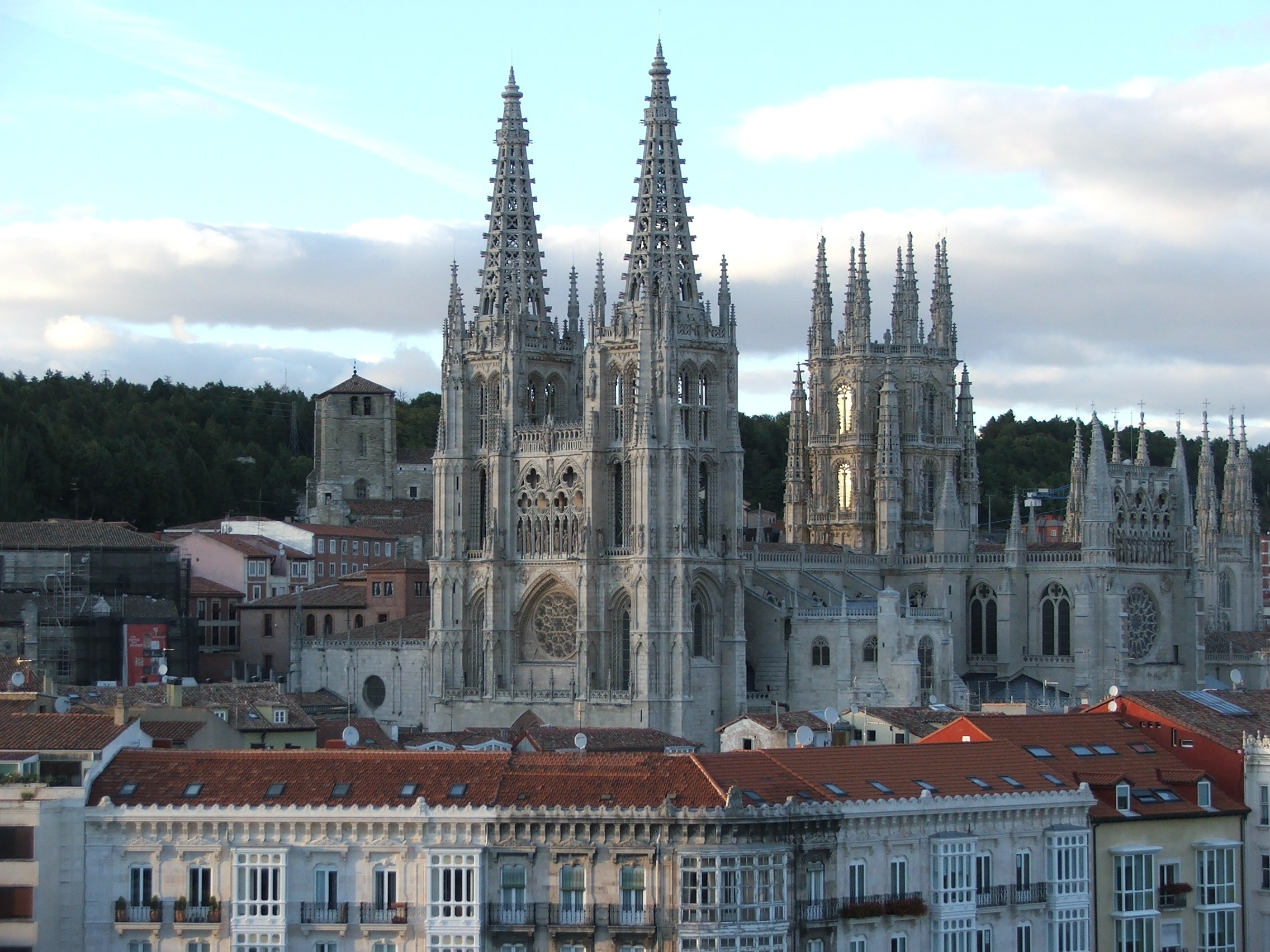
Kathedrale von Burgos